# HorrorPops
Horrorpops es una banda musical procedente de Dinamarca, formados en 1996. Su música se puede clasificar como psychobilly, ya que es una mezcla de rockabilly y punk, aunque también le añaden toques de pop.
La banda se caracteriza por las dos go-gós que les acompañan en las actuaciones y por el estilo ‘pin up’ a lo "Bettie Page" de su líder, cantante y contrabajista Patricia Day. "He llevado esta imagen los últimos diez años, y antes nadie la conocía. Ahora sí, y me alegra porque se recupera esta subcultura. Aún está viva", dijo Patricia al respecto.

## Historia
HorrorPops fue el resultado de tres bandas danesas que se conocieron en el festival Popkom de Colonia, Alemania. En ese lugar se encontraron Peanut Pump Gun, Nekromantix  y Strawberry Slaughterhouse, con sus respectivos líderes: Patricia Day, cantante de Peanut Pump Gum, y Kim Nekroman, bajista y voz de Nekromantix. El nombre de la banda tiene su origen en una pregunta que le hicieron a Patricia sobre el estilo de su grupo, a lo que la morena cantante reconoce que "nos hartamos de encuadrarnos en un estilo. Al juntarnos, quisimos poder tocar todo. En 1996 nos preguntaron cuál era nuestro estilo y contestamos que horror pop. De ahí tomamos el nombre".
Pese a que la banda lleva desde 1996 tocando y recorriendo festivales, no fue hasta 2003 cuando se decidieron a grabar su primer álbum, Hell Yeah!. La banda se asentó en California, donde firmaron por Hellcat Records, sello discográfico de Tim Armstrong (Rancid) y subdivisión de Epitaph. Aunque sus componentes siempre han tratado de evitar ser catalogados en cualquier género, la crítica sí lo hizo incluyéndolos en la nueva ola y revitalización del psychobilly con bandas como Tiger Army, curiosamente compañeros de sello. Los medios describieron a la banda en su disco debut como un grupo con toques ska-punk-pop o surf y viejo rock and roll: "Digamos que hacemos un rock and roll bueno y viejo", aseguró Patricia. Con respecto a la grabación del primer álbum, la cantante y contrabajista declaró que "no queríamos grabar en un sello danés porque nunca podríamos actuar fuera. Esperamos a la oportunidad correcta." Tras firmar por Hellcat reconoce que "fue el mejor día de nuestra vida. Los Nekromantix ya editaron con Hellcat y éramos muy amigos del jefe, Tim Armstrong, y del resto de los chicos de Rancid. Estábamos nerviosos, pero, cuando tocamos algo, Tim dijo: ‘¡Oh yeah! Me encanta. Os ficho".
En 2005, HorrorPops graba su segundo disco, Bring It On!, producido por el mítico Brett Gurewitz. En este trabajo, la banda danesa contó con la colaboración del guitarrista Geoff Kresge, quien ya estuvo anteriormente en bandas como AFI o Tiger Army. Sin embargo, en 2007, Kresge dejó HorrorPops para volver a una de sus antiguas bandas, Viva Hate, también de la escena psychobilly.
La banda, que tras varios años, vuelve a formar como el trío original que se fundó en 1996 tras la marcha de Kresge. En febrero de 2008, HorrorPops lanzó su tercer álbum de estudio, bajo el sello Hellcat, titulado "Kiss Kiss Kill Kill". Habían anunciado que el título del disco es un tributo a bandas como The Cure, Siouxsie & the Banshees y Sisters of Mercy.

## Miembros
- Patricia Day - vocalista, contrabajo (1996-)
- Kim Nekroman - guitarra (1996-)
- Henrik Niedermeier - batería (1998-)

### Miembros pasados
- Caz the Clash - guitarra (1998-2003)
- Karsten - guitarra (2003-2004)
- Geoff Kresge - guitarra (2005-2006)
- Mille - bailarina (2000-2004)
- Kamilla Vanilla - bailarina (2004-2007)
- Naomi - bailarina (2004-2007)
- Ritah-Tah! - bailarina (2007-2009)
- Tweek - bailarina (2007-2009)

## Discografía

### Álbumes
- Hell Yeah! - 2004
- Bring It On! - 2005
- Kiss Kiss Kill Kill - 2008